# Coupe d'Espagne de futsal
Ne doit pas être confondu avec Coupe du Roi de futsal.
La Coupe d'Espagne de futsal (en espagnol Copa de España de fútbol sala) est une compétition organisée par la Ligue nationale de futsal (LNFS) qui a lieu depuis 1990.
Les huit meilleures équipes à l'issue du premier tour du championnat participent à la Coupe d'Espagne.
L'équipe la plus titrée est l'Inter Movistar avec dix titres. Le FC Barcelone est le tenant du titre.

## Histoire
Si la ville organisatrice a une équipe en Première division, celle-ci est automatiquement qualifiée pour la Coupe d'Espagne en compagnie des sept meilleures équipes du championnat. Les éliminatoires se disputent sur un seul match.
Lors de l'édition 2007, les seize équipes du championnat participèrent à la Coupe d'Espagne. Dès l'année suivante, la compétition revint à son format habituel de huit équipes.

## Palmarès

### Par éditions
| Édition | Saison    | Lieu de la finale | Vainqueur                   | Finaliste                | Résultat de la finale |
| ------- | --------- | ----------------- | --------------------------- | ------------------------ | --------------------- |
| 1re     | 1990      | Lanzarote         | Interviú Lloyd´s            | Keralite Macer Castellón | 6-4                   |
| 2e      | 1991      | Saragosse         | Caja Toledo                 | Marsanz Torrejón         | 6-5                   |
| 3e      | 1992      | Cáceres           | Marsanz Torrejón            | Sego Zaragoza            | 4-4 tab 3-2           |
| 4e      | 1993      | Saragosse         | Sego Zaragoza               | Caja Toledo              | 6-4                   |
| 5e      | 1994      | Castellón         | Marsanz Torrejón (2)        | ElPozo Murcia            | 2-1                   |
| 6e      | 1995      | Murcie            | ElPozo Murcia               | CLM Talavera             | 6-3                   |
| 7e      | 1996      | Castellón         | Interviú Boomerang (2)      | Playas de Castellón      | 1-1 tab 3-2           |
| 8e      | 1997      | Murcie            | Maspalomas Sol de Europa    | Boomerang Interviú       | 2-1                   |
| 9e      | 1998      | Segovia           | Caja Segovia                | CLM Talavera             | 1-0                   |
| 10e     | 1999      | Roquetas de Mar   | Caja Segovia (2)            | Boomerang Interviú       | 3-2                   |
| 11e     | 2000      | Torrejón de Ardoz | Caja Segovia (3)            | CLM Talavera             | 2-1                   |
| 12e     | 2001      | Murcie            | Antena3 Boomerang (3)       | Playas de Castellón      | 5-3                   |
| 13e     | 2002 (es) | Valence           | Valencia Vijusa             | ElPozo Murcia            | 6-5                   |
| 14e     | 2003      | Cordoue           | ElPozo Murcia Turística (2) | Interviú Boomerang       | 5-1                   |
| 15e     | 2004      | Santiago          | Boomerang Interviú (4)      | Playas de Castellón      | 3-1                   |
| 16e     | 2005      | Pampelune         | Boomerang Interviú (5)      | Azkar Lugo               | 4-3                   |
| 17e     | 2006      | Saragosse         | Lobelle Santiago            | Boomerang Interviú       | 2-2 tab 5-4           |
| 18e     | 2007      | Lugo              | Boomerang Interviú (6)      | ElPozo Murcia Turística  | 8-4                   |
| 19e     | 2008 (es) | Cuenca            | ElPozo Murcia Turística (3) | Móstoles 2008            | 2-1                   |
| 20e     | 2009      | Grenade           | Inter Movistar (7)          | ElPozo Murcia Turística  | 5-3                   |
| 21e     | 2010      | Santiago          | ElPozo Murcia Turística (4) | Xacobeo Lobelle Santiago | 3-2                   |
| 22e     | 2011 (es) | Ségovie           | FC Barcelone                | ElPozo Murcia            | 3-2                   |
| 23e     | 2012 (es) | Logrogne          | FC Barcelone (2)            | Lobelle Santiago         | 5-3                   |
| 24e     | 2013 (es) | Alcalá de Henares | FC Barcelone (3)            | ElPozo Murcia            | 4-2                   |
| 25e     | 2014 (es) | Logrogne          | Inter Movistar (8)          | ElPozo Murcia            | 4-3                   |
| 26e     | 2015 (es) | Ciudad Real       | Jaén Paraíso Interior       | FC Barcelone             | 6-4                   |
| 27e     | 2016 (es) | Guadalajara       | Movistar Inter (9)          | ElPozo Murcia            | 2-1                   |
| 28e     | 2017 (es) | Ciudad Real       | Movistar Inter (10)         | ElPozo Murcia            | 4-4 tab 9-8           |
| 29e     | 2018 (es) | Madrid            | Jaén Paraíso Interior (2)   | Movistar Inter           | 4-3                   |
| 30e     | 2019 (es) | Valence           | FC Barcelone (4)            | ElPozo Murcia            | 2-1                   |
| 31e     | 2020 (es) | Málaga            | FC Barcelone (5)            | Viña Albali Valdepeñas   | 4-3                   |
| 32e     | 2021 (es) | Madrid            | Movistar Inter (11)         | FC Barcelone             | 6-1                   |
| 33e     | 2022 (es) | Jaén              | FC Barcelone (6)            | ElPozo Murcia            | 3-3 tab 7-6           |

### Par club
| Équipe                 | Victoire | Finaliste | Titres                                                       |
| ---------------------- | -------- | --------- | ------------------------------------------------------------ |
| Inter Movistar         | 10       | 7         | 1990, 1996, 2001, 2004, 2005, 2007, 2009, 2014, 2016 et 2017 |
| FC Barcelone           | 5        | 1         | 2011, 2012, 2013, 2019 et 2020                               |
| ElPozo Murcia          | 4        | 10        | 1995, 2003, 2008 et 2010                                     |
| Caja Segovia           | 3        | -         | 1998, 1999 et 2000                                           |
| Marsanz Torrejón       | 2        | 1         | 1992 et 1994                                                 |
| Jaén FS                | 2        | -         | 2015 et 2018                                                 |
| CLM Talavera           | 1        | 4         | 1991                                                         |
| Santiago Futsal        | 1        | 2         | 2006                                                         |
| Sego Zaragoza          | 1        | 1         | 1993                                                         |
| Maspalomas Sol Europa  | 1        | -         | 1997                                                         |
| Valencia Fútbol Sala   | 1        | -         | 2002                                                         |
| Playas de Castellón    | -        | 4         |                                                              |
| Azkar Lugo             | -        | 1         |                                                              |
| Móstoles 2008          | -        | 1         |                                                              |
| Viña Albali Valdepeñas | -        | 1         |                                                              |